# Дерик Шарп
Дерик Шарп (енгл. Derrick Sharp; 5. октобар 1971) је бивши америчко–израелски кошаркаш, који је играо на позицији плејмејкера.

## Каријера
Шарп је колеџ каријеру провео на Брејвард комунити колеџу (1989–1991), и на универзитету Јужна Флорида (1989–1991). Након што није драфтован, долази у Израел где проводи целу своју играчку каријеру. Прво је једну сезону одиграо у екипи Макаби Хадере, а потом две у екипи Беитар Магдал Хаемек. Године 1996. прелази у Макаби из Тел Авива, где остаје до краја каријере 2011. Са том екипом је био три пута првак Европе, а освојио је и 13 пута национално првенство и 11 пута куп.
Шарп је добио и израелско држављанство и играо за репрезентацију Израела. Са њима је наступао на Европским првенствима 2001 и 2003. године.

## Успеси

### Клупски
- Макаби Тел Авив:
  - Евролига (2): 2004, 2005.
  - ФИБА Супролига (1): 2001.
  - Првенство Израела (13): 1997, 1998, 1999, 2000, 2001, 2002, 2003, 2004, 2005, 2006, 2007, 2009, 2011.
  - Куп Израела (11): 1998, 1999, 2000, 2001, 2002, 2003, 2004, 2005, 2006, 2010, 2011